# Burgruine Dachenstein

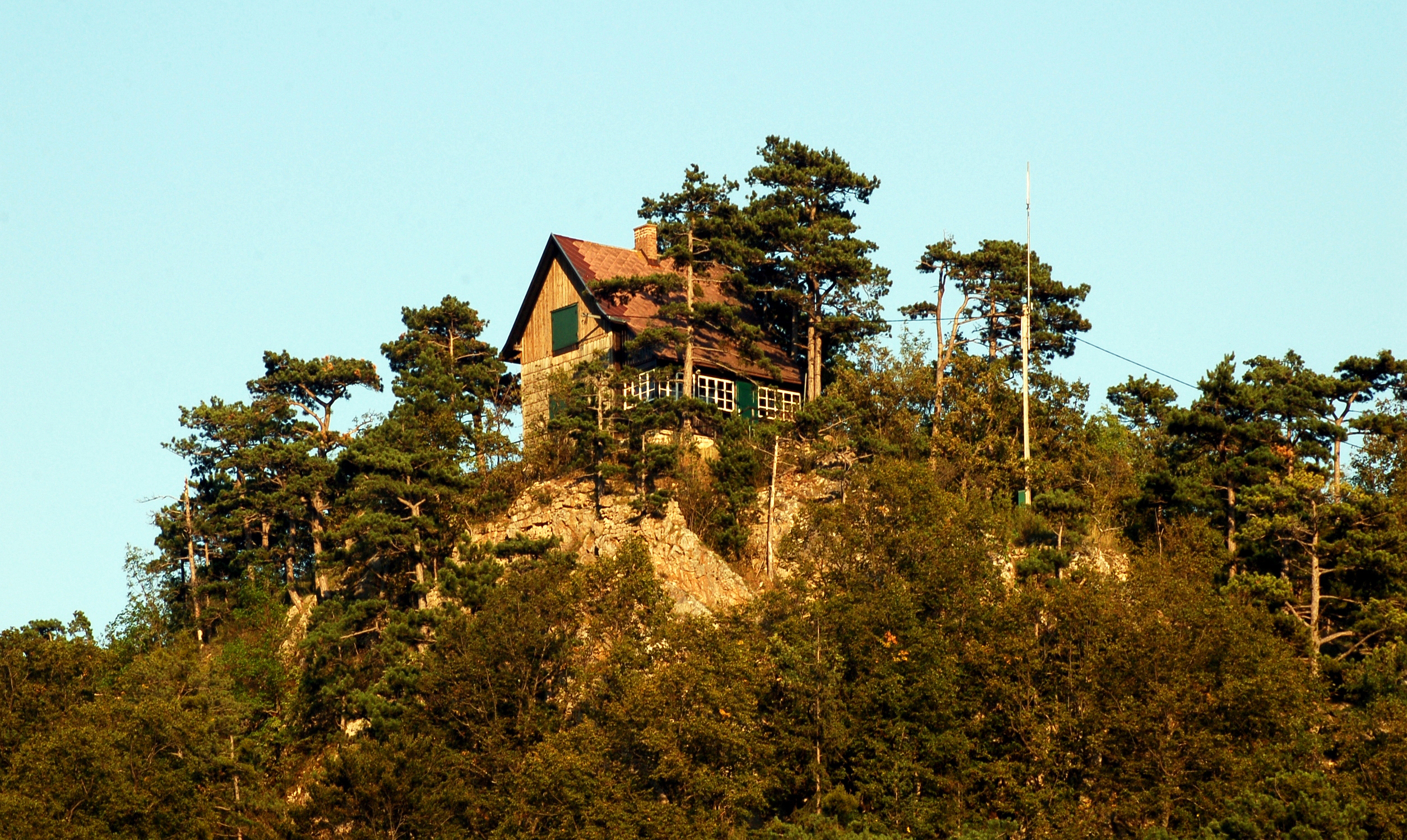
Burg Dachenstein, heutiger Zustand (2010)

Die Burgruine Dachenstein (älteste Schreibweise Tahenstein bzw. Tachenstein) ist eine abgegangene Höhenburg und liegt am südlichen Ende der Gutensteiner Alpen (Hohe Wand), im Gemeindegebiet von Winzendorf, Niederösterreich.

## Lage
Die Burg wurde auf einem Plateau der westlichen Ausläufer des 476 Meter hohen Schlossberges der Fischauer Vorberge, zwischen den Ortschaften Netting und Dörfles, erbaut. Nach Nordwesten hin fällt das Gelände fast senkrecht ab.

## Geschichte
Die Burg Dachenstein dürfte gegen Ende des 12. Jahrhunderts erbaut worden sein. In dieser Zeit wird im Traditionskodex des Stift Klosterneuburg ein Fridericus liber de Tahenstein genannt. Ob es sich dabei um den tatsächlichen Bauherrn handelt, ist allerdings nicht gesichert. Andere Historiker vermuten Wulfing von Prosset als Bauherrn, der als Ahnherr der Stubenberg gilt.
Erst im Jahr 1323 wird die Feste eines Herrn von Tachenstein urkundlich erwähnt. In den folgenden Jahrhunderten verblieb die Burg im Besitz dieses Geschlechtes. 1455 kaufte Bernhard der Dachensteiner das Dorf Gerestorf (Gerasdorf am Steinfeld) von Jörg Wolfenreuter von Emmerberg. Um die Mitte des 16. Jahrhunderts starb das Geschlecht aus und die Burg gelangte an die Herren von Hohenegg, Eitzing und Gruber von Grub. Aufgrund finanzieller Schwierigkeiten mussten die Gruber jedoch Teile ihrer Herrschaft versteigern. Dachenstein gelangte an Wolf Adam Perchtold zum Sachsengang, der die Feste dem Abt des Stiftes Neukloster in Wiener Neustadt verkaufte.
1662 erwarb Abt Robert von Stift Seckau den nahe gelegenen Strelzhof. Dieser war wesentlich wohnlicher und leichter zu erreichen als Dachenstein, so dass Strelzhof zum Verwaltungssitz der umliegenden Güter bestimmt wurde. Aus einem Inventar von 1683 ist zu entnehmen, dass die Burg damals noch gut ausgestattet war. Die Burg Dachenstein wurde danach verlassen und geriet langsam in Verfall.
Im Jahr 1811 vernichtete ein Brand, der durch einen Blitzschlag ausgelöst wurde, die noch vorhandenen Bauten der Burg völlig. Die baulichen Überreste der Burg nutzen die Bewohner von Netting als Steinbruch und verwendeten das noch brauchbare Material zum Häuserbau.
1835 war die Anlage bereits fast völlig verschwunden.
1878 erfolgte durch das Stift Neukloster die Veräußerung der zu Dachenstein gehörenden Grundstücke an Private.

## Die Burg heute
Heute befindet sich das Burggelände in Privatbesitz. Von der einstigen Hochburg ist bis auf einige Mauerreste praktisch nichts mehr erhalten. Auf den Resten der Grundmauern steht heute eine Jagdhütte.